# Iglesia de San Lorenzo mártir (Mota de Altarejos)
La iglesia parroquial de San Lorenzo Mártir es un templo católico de la localidad española de Mota de Altarejos, en la provincia de Cuenca. Se sitúa en el extremo norte del poblado y en su cota más alta. De la iglesia original románica se conservan parte de los muros de la nave con su remate de canecillos y la portada de ingreso.

## Descripción
Se trata de un templo de una sola nave de planta rectangular, con cabecera de planta cuadrada, y arco de medio punto con moldura en intradós. Cuenta con vigas tirantes y cubierta de artesa. 

Dicha nave cuenta con un cuerpo añadido destinado a sacristía en la fachada meridional, en la zona ocupada por el antiguo presbiterio y portada de ingreso en esa misma fachada. 

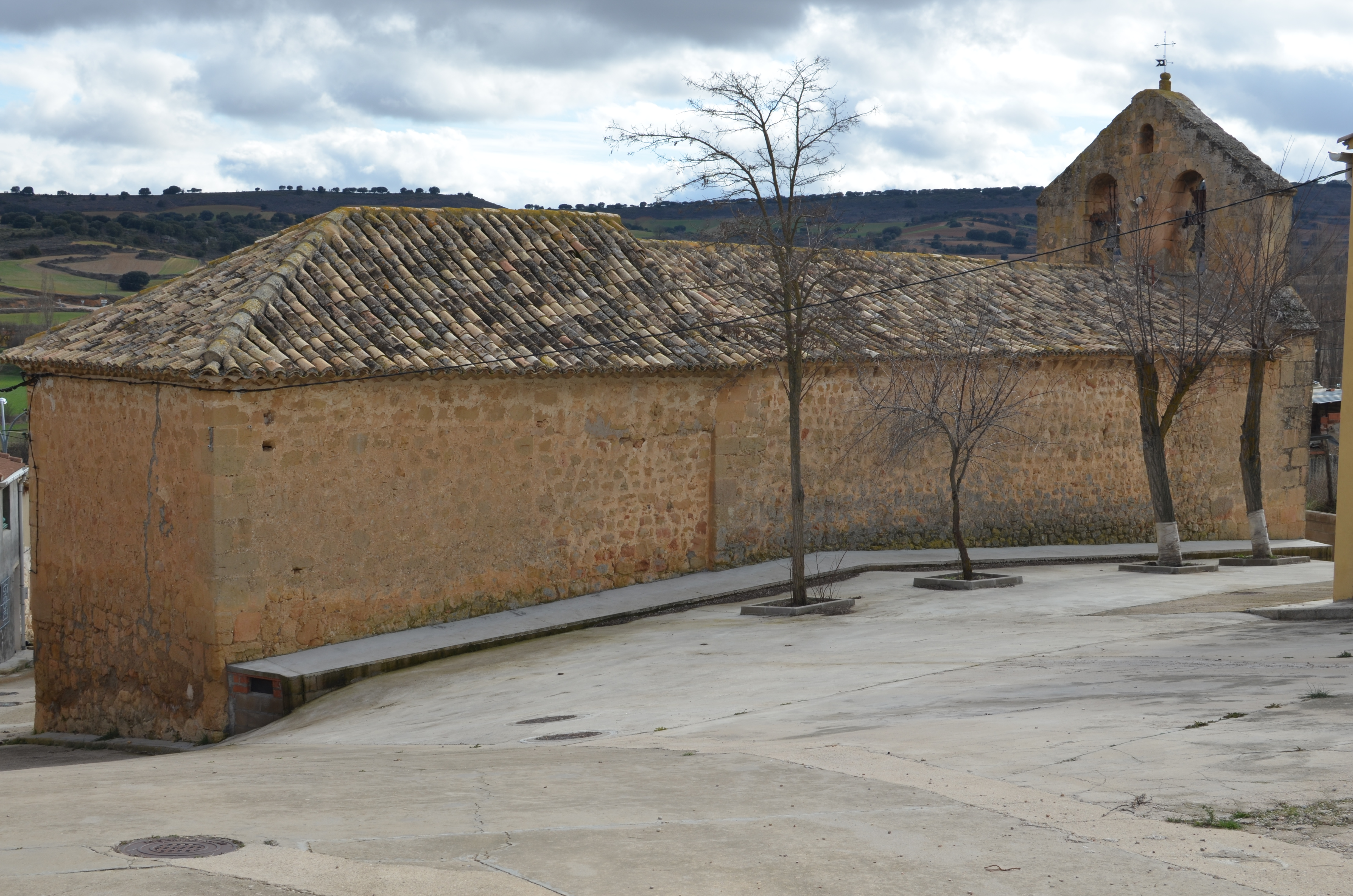
Vista de la iglesia

El arco triunfal de medio punto moldurado, de gusto renacentista y de época de la ampliación, apoya sobre gruesos pilares redondos que presentan un alto plinto. 
A los pies se sitúa el coro con baranda de madera de balaustres, y bajo él existen dos pequeños habitáculos, uno de ellos utilizado como presbiterio. 
El edificio sufrió una reforma en la que se sustituyó la cabecera original, que estaría compuesta de un ábside semicircular y presbiterio, añadiéndose el cuerpo de la sacristía y alargándose ligeramente la nave en la zona de los pies. Se construyó la actual espadaña, aunque su estructura plenamente románica se conserva intacta. 
El edificio está construido en mampostería con remates de sillar en las esquinas y parte inferior y superior de la espadaña, si bien toda la parte original románica está construida en piedra arenisca. 
El vuelo de los aleros tenía cornisa de piedra sobre una serie de canecillos lisos anacelados de frente rectangular, recortados por escocia, en los muros de las naves. 
Los muros de la cabecera, así como el muro norte, son ciegos; se puede observar el cambio de fábrica que se produce al iniciarse en la cabecera reformada, y en ambos muros de la nave, se conservan las esquinas de sillar del antiguo presbiterio. 
En el exterior, la portada situada en el muro sur, es una portada protogótica que se resuelve con dos arquivoltas abovedadas lisas de arco ligeramente apuntado, y apoyada en cornisa biselada, que en el frente se decora con un recercado de puntos de diamante. 
La espadaña situada a los pies, se estructura en dos cuerpos: El inferior, sobre zócalo de sillar, presenta a media altura una pequeña ventana adintelada y en su parte superior disminuye en anchura para dar paso al segundo cuerpo, todo de sillar, con remate triangular y dos huecos para campanas y uno más pequeño para campanil. 